# بيتر بويل (إحصائي)
بيتر بويل (بالإنجليزية: Peter Boyle)‏ هو إحصائي بريطاني، ولد في 8 يونيو 1951 في غلاسكو في المملكة المتحدة.